# Puccinia panici-montani
Puccinia panici-montani ist eine Ständerpilzart aus der Ordnung der Rostpilze (Pucciniales). Der Pilz ist ein Endoparasit von Borstenhirsen. Symptome des Befalls durch die Art sind Rostflecken und Pusteln auf den Blattoberflächen der Wirtspflanzen. Sie ist ein Endemit Taiwans.

## Merkmale

### Makroskopische Merkmale
Puccinia panici-montani ist mit bloßem Auge nur anhand der auf der Oberfläche des Wirtes hervortretenden Sporenlager zu erkennen. Sie wachsen in Nestern, die als gelbliche bis braune Flecken und Pusteln auf den Blattoberflächen erscheinen.

### Mikroskopische Merkmale
Das Myzel von Puccinia panici-montani wächst wie bei allen Puccinia-Arten interzellulär und bildet Saugfäden, die in das Speichergewebe des Wirtes wachsen. Aecien oder Spermogonien der Art sind nicht bekannt. Die gelbbraunen Uredien der Art wachsen beidseitig auf den Blättern der Wirtspflanzen. Ihre mehr oder weniger zimtbraunen Uredosporen sind meist eiförmig, 34–37 × 27–31 µm groß und fein stachelwarzig. Die Telien der Art sind bislang nicht bekannt. Die hellgoldenen bis haselnussbraunen Teliosporen sind zweizellig, in der Regel länglich bis keulenförmig und 26–31 × 15–19 µm groß. Ihre Stiele sind bis zu 18 µm lang.

## Verbreitung
Das bekannte Verbreitungsgebiet von Puccinia panici-montani umfasst lediglich Taiwan.

## Ökologie
Die Wirtspflanzen von Puccinia panici-montani sind die Borstenhirsen Setaria palmifolium und S. plicata. Der Pilz ernährt sich von den im Speichergewebe der Pflanzen vorhandenen Nährstoffen, seine Sporenlager brechen später durch die Blattoberfläche und setzen Sporen frei. Die Art verfügt über einen Entwicklungszyklus, von dem bislang lediglich Uredien sowie deren Wirt bekannt sind; Telien, Spermogonien und Aecien konnten dem Pilz nicht zugeordnet werden.